# Franz Werner (Politiker)
Franz Werner (* 22. April 1881 in Kummer, Bezirk Böhmisch Leipa, Österreich-Ungarn; † 15. Februar 1947 in Prag) war ein tschechoslowakischer Politiker (Sudetendeutsche Partei) deutscher Nationalität. Er war von 1936 bis 1938 Abgeordneter des Tschechoslowakischen Abgeordnetenhauses.

## Leben und Werk
Er war als Kaufmann in Warnsdorf tätig und trat der 1935 umbenannten Sudetendeutschen Partei bei, für die er im gleichen Jahr als Abgeordneter für die Nationalversammlung der Tschechoslowakei sich zu Wahl stellte. Nach dem Tod des SdP-Abgeordneten Karl Michler rückte er in das Abgeordnetenhaus in Prag nach. Nach der deutschen Besetzung des Sudetenlandes infolge des Münchner Abkommens erlosch sein Mandat am 30. Oktober 1938.
Nach der Wiedergründung der Tschechoslowakei 1945 wurde er inhaftiert, durch Gerichtsurteil des Kreisgerichts Prag-Süd im sogenannten Abgeordnetenprozess zum Tode verurteilt und im Prager Gefängnis Pankrác hingerichtet.